# Strobe (chanson)
Pour les articles homonymes, voir Strobe.
Singles de Deadmau5
Ghosts 'n' Stuff
(2009) Some Chords
(2010)
Pistes de For Lack of a Better Name
The 16th Hour
(9)
Strobe est une chanson de house progressive du DJ et compositeur canadien Deadmau5 sortie le 23 février 2010 sous format numérique. 5e single extrait de son 4e album studio For Lack of a Better Name, la chanson est produite et écrite par Deadmau5. Les 3 premières minutes de la chanson sont à l'origine une chanson datant de 2006 de Joel Zimmerman sous le titre Then We Stood Still.
La chanson est sortie en avant-première par le biais du label Ultra Records en été 2009. Puis plus tard avec l'album For Lack of a Better Name le 22 septembre 2009 avant d'être choisi en tant que single officiel le 23 février 2010. Strobe se classe dans le classement UK Dance Chart à la 13e place la semaine du 31 janvier 2010.
Comme la plupart des chansons de Deadmau5 en partage sur le site YouTube, il n'y a pas de clip vidéo mais juste la photo du mau5head qui apparait en couverture du single.

## Liste des pistes
| 1. | Strobe (Radio Edit)              | 3:34  |
| 2. | Strobe (Club Edit)               | 6:21  |
| 3. | Strobe (Michael Woods Remix)     | 6:46  |
| 4. | Strobe (Plump DJs Remix)         | 5:42  |
| 5. | Strobe (DJ Marky & S.P.Y. Remix) | 6:57  |
| 6. | Strobe                           | 10:34 |

## Classement par pays
| Classement (2009-2010)       | Meilleure position |
| ---------------------------- | ------------------ |
| Royaume-Uni UK Singles Chart | 128                |
| Royaume-Uni (UK Dance Chart) | 13                 |